# 李㬀
文孝世子（韓語：문효세자，1782年陰曆9月7日—1786年陰曆5月11日），諱㬀（韓語：순），朝鮮正祖的庶長子，生母為宜嬪成氏。

## 生平
正祖六年（1782年）九月七日子時
，誕生於昌德宮讌華堂，是正祖的第一個孩子，同年十一月，定號為「元子」。
正祖八年（1784年）八月二日被冊封為王世子，不幸得到紅疫於正祖十年（1786年）五月十一日薨逝於昌德宮的別堂，年僅7歲（實際），追封為文孝世子，墓號為孝昌。
高宗七年（1870年）將墓升格為園，稱孝昌園（今孝昌公園），與母親宜嬪成氏同葬於此。 
高宗為正祖追上帝號正祖宣皇帝後，李㬀亦改為皇太子，稱文孝宣皇太子（발표하다）。

## 家庭
- 祖父：莊獻世子李愃
- 祖母：惠慶宮洪氏
- 外祖父：成胤祐
- 外祖母：林氏
  - 父：朝鮮正祖李祘
  - 嫡母：孝懿王后
  - 生母：宜嬪成氏
    - 胞妹：1784年生，淑昌公主（庶長女）（宜嬪成氏出）無配偶
    - 異母弟：纯祖大王 李玜（綏嬪朴氏生）
    - 異母妹：淑善翁主（庶次女）（綏嬪朴氏出，下嫁永明尉洪顯周）

## 附註
1. ↑  .   [2013-04-28]. （原始内容存档于2015-07-01）.
2. ↑  왕비의 집안에 대해서 부, 조부, 증조부, 고조부 순으로 정리/수정하였습니다.전체 공개이지만 스크랩과 수집은 비허용입니다.양해바랍니다.[永久]